# Сытовка (Шигонский район)
Сытовка — село в Шигонском районе Самарской области России. Входит в состав сельского поселения Муранка.

## Топоним
Название связано с фамилией Сытов.

## География
Находится при автодороге 36К-616, на расстоянии примерно 13 километров по прямой на восток от районного центра села Шигоны.

## История
Село основано в 1840-х годах. Основатели — выходцы из Тамбовской губернии. Управляющим от помещика графа Орлова-Давыдова был Сытов, так появилось название Сытовка. На начало 1910-х годов она насчитывала 386 человек. В советское время работали колхозы «Пламя» и «Дружба».

## Население
| 2010 |
| ---- |
| 10   |

Постоянное население составляло 30 человек (русские 80 %) в 2002 году, 10 в 2010 году.

## Инфраструктура
Личное подсобное хозяйство с зоной сельскохозяйственного использования, индивидуальная застройка усадебного типа.
Основа экономики — сельское хозяйство.

## Транспорт
Остановка общественного транспорта «Сытовка» при въезде в село.